# USS Shiloh (CG-67)
El USS Shiloh (CG-67), bautizado así en honor a la batalla de Shiloh, es un crucero lanzamisiles de la clase Ticonderoga de la Armada de los Estados Unidos.

## Construcción

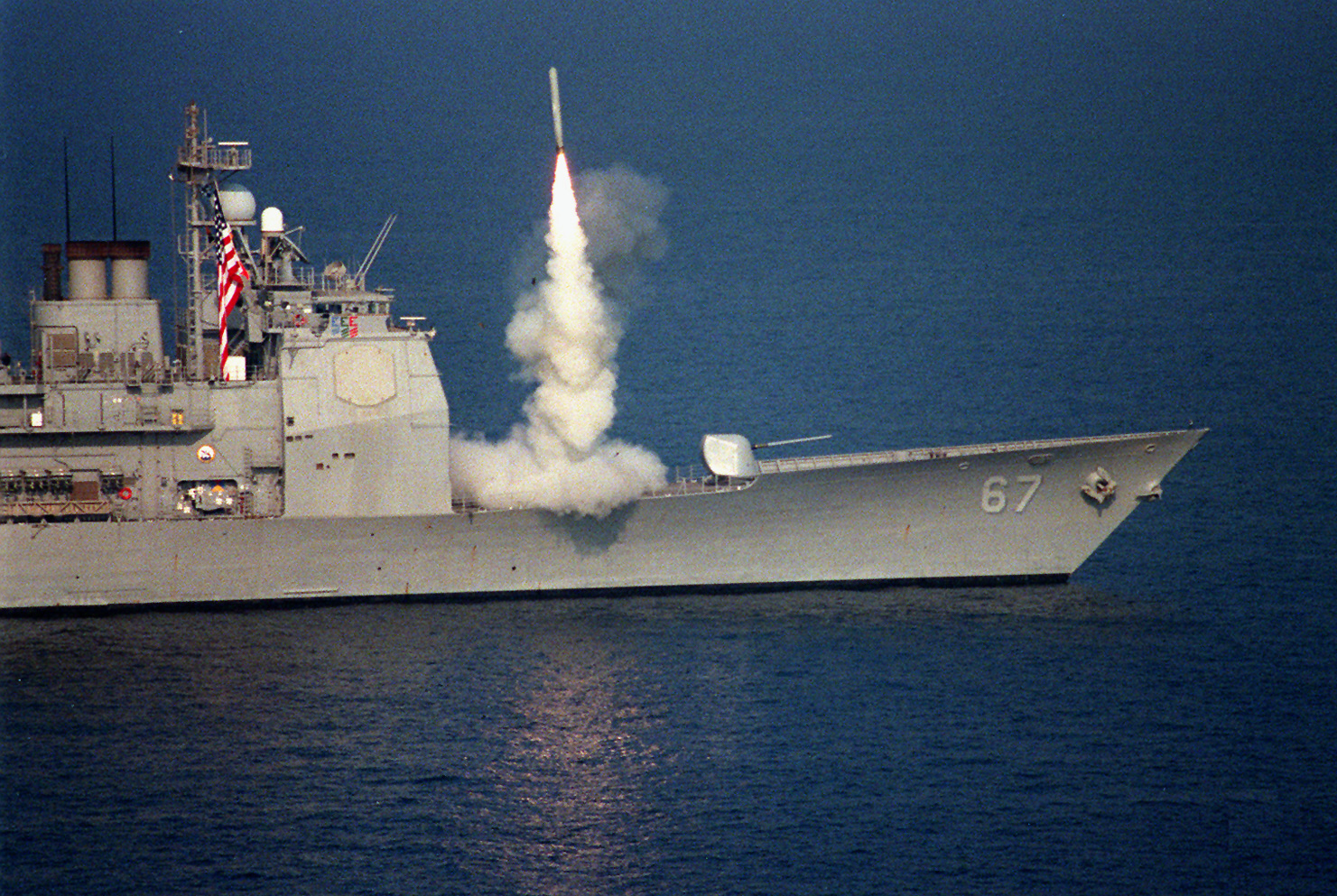
El USS Shiloh lanza un misil de crucero en el Golfo Pérsico, el 3 de septiembre de 1996.

Ordenado el 16 de abril de 1987, iniciado en el Ingalls Shipbuilding (Misisipi) el 1 de agosto de 1989. Fue botado el 8 de septiembre de 1990 y asignado el 18 de julio de 1992.

## Historial de servicio
Está asignado en la Flota del Pacífico y su apostadero es la base naval de Yokosuka (Japón).

## Nombre
Su nombre USS Shiloh honra a la batalla de Shiloh (año 1862) de la guerra civil estadounidense.